# Tibetansk buddhism
Tibetansk buddhism, lamaism, är en inriktning inom buddhismen som har förankring inom alla de tre buddhistiska huvudinriktningarna hinayana, mahayana och vajrayana. Inriktningen har liksom all övrig buddhism sina rötter i Indien – även vajrayana har sina rötter där – men inriktningen i sig etablerades i Tibet omkring år 650. 
Tibetansk buddhism har i sin tur fyra huvudinriktningar: nyingma, kagyu, gelug och sakya. Det finns en femte inriktning som kallas jonang, men den har få utövare och anses vara kontroversiell. Nyingma är den tidigast etablerade, medan de övriga tillkom på 900-talet under den tidrymd som brukar kallas "den nya översättningsperioden". Inriktningarna är i grunden relativt lika. Det finns skillnader i vilka tantriska tekniker som används och hur dessa kategoriseras, vilka ätter av lärare de följer, och så vidare. Gelug är i dag den vanligaste tibetanska buddhistiska inriktningen.
Tibetanska buddhister anser att tantriska utövningsformer (vajrayana) är det snabbaste sättet att nå buddhaskap, men också att det är farligt för den som inte är tillräckligt väl förberedd. Av den anledningen är tantra hemligt för utomstående, och för att få behörighet krävs omfattande förberedelser och slutligen tantriska initieringsriter under ledning av kvalificerade lärare, så kallade lamor. De tantriska utövningsformerna varierar stort i komplexitet och utförande, och inkluderar tekniker som visualisering av gudar, buddhor, bodhisattvor, dödsprocessen, med mera. De tantriska teknikerna är även kopplade till flera komplicerade ritualer och till magi. Förutom tantra ingår även exoteriska utövningsformer inom tibetansk buddhism, det vill säga utövningsformer som inte är tantriska, exempelvis enkel meditation eller meritansamling.
Inom den tibetanska buddhismen delas såväl livet som döden in i sex mellanstadier (bardo). Såväl den vakna tillvaron som drömtillvaron anses vara ett mellanstadium. Lärdomarna om bardo fokuserar i regel på mellanstadierna när en varelse dött. I dessa upplever och ser den döde en rad olika ting, såväl behagliga som skräckinjagande. Under de olika mellanstadierna i dödsriket kan personen nå upplysning om denne vet vad den skall göra, eller om någon utomstående hjälper den vid rätt tillfälle och på rätt sätt.
Tulkur är ännu en utmärkande faktor för tibetansk buddhism. Tulkur är tibetanska lamor som själva kan välja var de ska återfödas på nytt. Dalai Lama och Karmapa är exempel på två linjer av tulkur.

## Historik

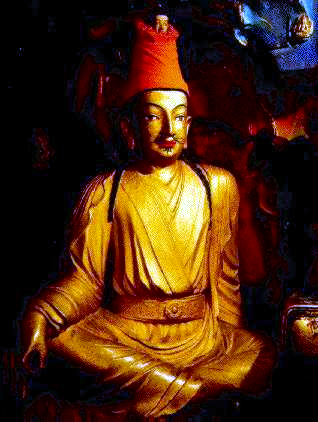
Staty föreställande den förste tibetanske kejsaren.

Buddhismen kom till Tibet under kung Totori Nyentsens tid (född omkring år 173). Kungen sägs ha fått tag på buddhistiska skrifter på sanskrit, som han dock inte förstod. Trots att många myter uppkommit kring Nyentsen och de skrifter han hittade, etablerade sig inte buddhismen i Tibet under hans tid. Missionärer var verksamma under lång tid efter detta, och omkring år 609 skickade Suidynastin många missionärer till Tibet, vilket ledde till att buddhismen började få fäste i Tibet.

### Den förste tibetanske kejsaren
Den specifika tibetanska buddhismen härstammar från det sista stadiet av nordlig indisk buddhism, och uppkom i Tibet omkring år 650 under den förste tibetanske kejsaren, Songtsän Gampos (617–649) regeringstid. Kejsaren lyckades inte popularisera religionen hos allmänheten, men han såg till att omkring 13 tempel byggdes. Buddhismen var dock inte den enda religion som fick stöd av denne kejsare. Han fortsatte att stödja andra tibetanska religioner, och placerade avbildningar av traditionella tibetanska gudar bredvid buddhistiska avbildningar i de buddhistiska templen.
Det fanns dock en grupp som var starkt emot kejsarens stöd till buddhismen. Enligt Alexander Berzin var det troligen denna grupp som orsakade att kejsaren fortsatte stödja den för-buddhistiska religionen i Tibet. Gruppen motsatte sig alla kejsarens beslut som minskade gruppens politiska makt eller nedvärderade Tibets traditionella gudar. Även efter kejsarens död fortsatte denna grupp att vara verksam. I det tidiga skedet av buddhismens etablering i Tibet fanns det även ett antal andra buddhistiska grupper som skapade konflikter, eftersom de ville att deras buddhistiska inriktningar skulle växa sig starkare.

### Kejsar Trisong Detsen
140 år efter Songtsen-gampo regerade kejsar Trisong Detsen (r. ca 756–796) i Tibet. Under hans regeringstid byggdes det första tibetanska klostret, Samye, som färdigställdes år 766, 779 eller 787. Kort därefter utfördes de första tibetanska buddhistiska munkvigningarna, av Śāntarakṣita. Under det första året efter Samyes färdigställande vigdes omkring 100 män och kvinnor till munkar respektive nunnor i Tibet.
Detsen lät också med hjälp av översättare från Kashmir, Indien och Kina översätta många buddhistiska skrifter. Under Detsens regeringstid kom många lärare från Indien till Tibet för att undervisa. En av dessa var Padmasambhava, som sägs ha gömt många avancerade tantriska skrifter i Samye. Padmasambhava anses vara grundaren av nyingma-traditionen.

### Senare regenter
Under mitten av 800-talet regerade kejsar Tri Ralpachen i Tibet, och han såg till att tibetansk buddhism blev mycket populär i Tibet. Ralpachen försatte dock landet i ekonomisk kris, då alla skatteintäkter gick till de buddhistiska institutionerna istället för till staten. Munkar tillsattes i regeringen, och sålunda ökade de tibetanska klostrens politiska makt i landet. Ralpachen bekostade byggandet av många tempel och kloster. Han såg dessutom till att ett översättningsprojekt av buddhistiska skrifter påbörjades, och de översättningar som gjordes under denna period används fortfarande av dem som följer inriktningen nyingma.
Den regent som kom efter Ralpachen, kejsar Langdarma, var till skillnad från Ralpachen starkt emot tibetansk buddhism. Bland annat lät han stänga han alla kloster och tvingade alla munkar att bli lekmän för att begränsa deras politiska makt. Detta ledde till att klostertraditionerna bröts, och många missförstånd uppstod gällande den tibetanska läran. Eftersom klostertraditionerna bröts var de tvungna att återupplivas vid ett senare tillfälle. Buddhismen hade dock vuxit sig mycket stark i Tibet, och Langdarma blev till slut mördad av en munk. Som en följd av regentens död, försattes landet i politisk kris, och det tibetanska imperiet föll. Imperiets fall ledde också till att den huvudsakliga källan för ekonomiskt stöd till buddhismen försvann, och buddhismen blev allt mindre populär i Tibet. I västra Tibet fortsatte dock buddhismen att vara populär.
Kungen av det västra kungadömet Guge blev efter det tibetanska imperiets fall buddhistmunk. Han skickade 21 munkar till Indien och Kashmir för att studera, och försökte återuppliva buddhismen i hela Tibet. Bara två av de munkar han skickade till Indien och Kashmir återvände levande, år 978, men dessa två blev å andra sidan mycket framgångsrika översättare och lärare inom tibetansk buddhism. Atiśa var en munk från västra Tibet som var mycket viktig i denna återupplivning av tibetansk buddhism. Hans betydelse sägs vara större än de tibetanska munkar som hade skickats till Indien och sedan återvänt. Han bidrog indirekt till bildandet av inriktningarna kadam, kagyü och sakya, eftersom de som grundade dessa inriktningar var lärjungar till honom.
Denna period, som inleddes under slutet av 900-talet, kallas för den "nya översättningsperioden". De nya inriktningarna refereras till som gsar ma (tibetanska för "ny"), och syftar till inriktningarna kagyu, sakya, kadam (och gelug). Några av dessa har gemensamt ursprung.

## Tibetansk buddhism i västvärlden
Efter Kinas invasion av Tibet 1949–1950 har allt fler tibetanska lamor sökt sig till västvärlden. Den tibetanska buddhismen har därefter växt sig stark i västvärlden och är numera en av de snabbast växande religionerna i västvärlden. I Sverige finns bland annat följande tibetanska buddhistiska samfund:
- "Diamantvägsbuddhism" (karma-kagyu), med center i Göteborg, Gävle och Stockholm
- "Sakya Changchub Chöling" (sakya), med center i Stockholm och Uppsala

## Inriktningar
De fyra huvudsakliga inriktningarna av tibetansk buddhism som fortfarande följs är nyingma, kagyu, sakya och gelug. Inriktningen jonang är mindre spridd och förekommer främst i östra Tibet.

### Nyingma

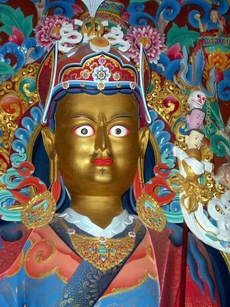
Staty föreställande Padmasambhava, som anses ha grundat nyingma.

Nyingma är den äldsta inriktningen, vars lärdomar baseras på de översättningar av buddhistiska skrifter som gjordes under kejsar Trisong Detsens regeringstid (ca 756–ca 796). Inriktningen anser att Padmasambhava – som troligen levde under 700-talet – grundade nyingma. Av nyingmas utövare anses Padmasambhava vara en emanation av Amitabha, och anses till viss del vara viktigare än Shakyamuni Buddha.
En utmärkande faktor för nyingma är uppdelningen av de buddhistiska lärdomarna i nio vagnar, varav de första tre är sravakavagnen, pratyekavagnen och bodhisattvavagnen. De resterande sex vagnarna är tantriska vagnar, där den sista är dzogchen. Sravakavagnen representerar hinayana, bodhisattvavagnen mahayana och de tantriska vagnarna vajrayana.
Dzogchen är en lära som är karaktäristisk för nyingma, men andra inriktningar har också anammat dzogchen, i varierande utsträckning. Dzogchen innebär att utövaren strävar mot att direkt undersöka sinnet och dess natur. För att utöva dzogchen behöver utövaren dock vara relativt avancerad, samt ha en upplyst lärare som kan hjälpa utövaren att förstå och utöva dzogchen.
Nyingmas tantriska läror har bevarats på två sätt: via muntlig tradition och via hemliga läror (gter mor). Dessa gömda lärdomar sägs ha blivit undangömda av traditionens grundare Padmasambhava, för att sedan många århundraden därefter hittas av så kallade tertöner. Utöver drygt 300 tantriska verk och gter morna, accepterar nyingma den tibetanska buddhismens skriftkanon som kanonisk. Ett av de mest kända verken från nyingmas egen skriftsamling är den tibetanska dödsboken.
Tantriska lärare som fortfarande är lekmän är vanliga inom nyingma. Sådana lärare förekommer också i andra inriktningar, men nyingma har flest av dem.

### Kagyu

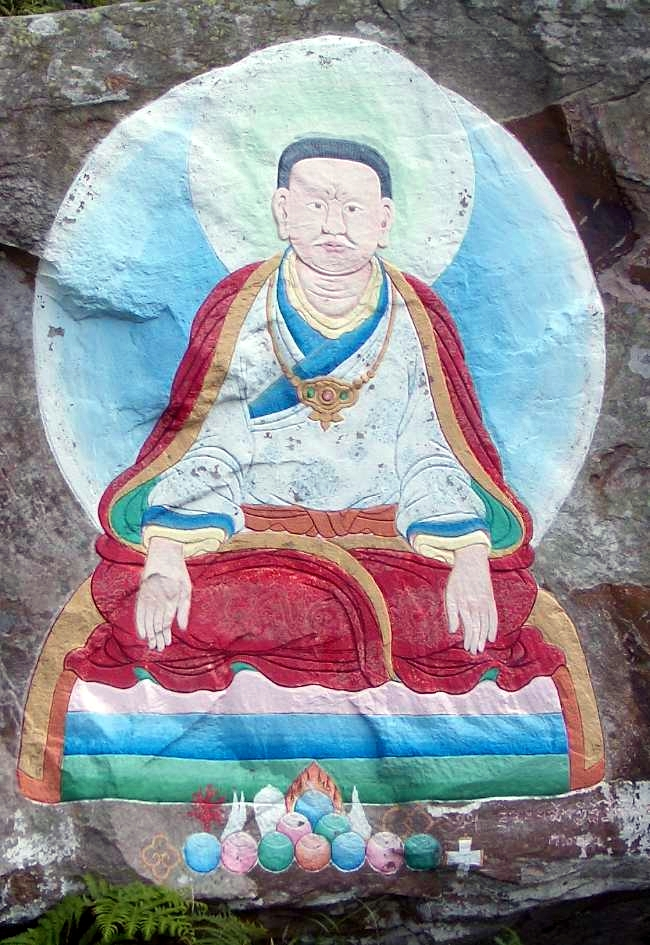
En väggmålning föreställande Marpa, en av de möjliga grundarna till kagyu.

Det finns ett flertal teorier om vem som grundade kagyu. John Powers menar att det började med Tilopa (988–1069), som sedan var lärare åt Naropa (1016–1100), som i sin tur var lärare åt Marpa Lotsawa (1012–1097); Rupert Gethin menar att kagyu grundades av Naropa, och inte Tilopa; och en del andra forskare anser att kagyu grundades av Marpa Lotsawa.  Marpa Lotsawas främste lärjunge var Milarepa, en av de mest kända personerna i hela den tibetanska buddhismens historia. Milarepa hade i sin tur en lärjunge vid namn Gampopa, vars lärjungar bildade många olika inriktningar inom kagyu.
Kagyu har haft många förgreningar, vilket gör att Buswell och Lopez anser att kagyu som helhet är för splittrad för att benämnas som enbart en inriktning. Kagyu har haft uppemot 12 förgreningar samtidigt. Många av dessa har dött ut, men samtidigt har många nya inriktningar tillkommit genom historien. Alexander Berzin nämner fyra huvudinriktningar inom kagyu: shangpa-kagyü, dagpo kagyu, drugpa-kagyü och drigung kagyu. Från dagpo kagyu bildades också 12 inriktningar, av vilka den mest kända är karmakagyü.
Bland de utmärkande utövningsformerna för följare av kagyu är Naropas sex yogatyper. En av dessa yogatyper är värmeyoga, som går ut på att utövaren använder avancerade meditativa tekniker vilka resulterar i att utövarens kroppstemperatur höjs markant. En annan yogatyp är "illusorisk kropp", som har till avsikt att få utövaren att inse att samsara är en mental konstruktion, för att sedan kunna skapa en illusorisk kropp i sinnet. Slutligen föreställer sig utövaren att denna illusoriska kropp blir upplyst. Enligt traditionen är detta en mycket effektiv teknik för att snabbt nå upplysning.
Det mest avancerade utövandet i kagyu är mahamudra, som är snarlik nyningmas dzogchen. Khenpo Köchong Gyaltsen beskriver mahamudra på följande vis:
Mahamudra... är buddhanaturen, det basala sinnet inom alla medvetna varelser. Att känna till det är att känna till den sanna naturen hos alla fenomen, och att förverkliga det är att bli en buddha, att bli ett med kvalitéerna av en buddha.
Kagyu prioriterar praktiskt utövande framför teoretiska studier av lärdomarna, och inom traditionen har det varit vanligt med eremiter.

### Gelug

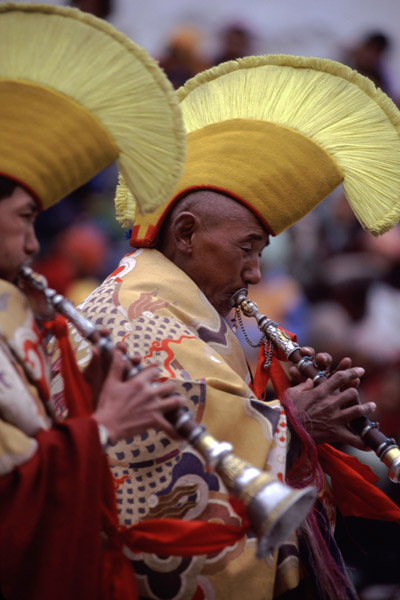
Gelugmunkar som spelar traditionella blåsinstrument.

Gelug grundades av Tsongkhapa, när de olika inriktningarna inom Kadam slogs samman under 1300-talet och början av 1400-talet. Tsongkhapa läste ett stort antal buddhistiska skrifter, och kom med omtolkningar av många buddhistiska koncept. En av hans lärjungar kom senare att benämnas den förste Dalai Lama. Tsongkhapa skrev många egna verk, av vilka hans två huvudsakliga är Lam-rim chen-mo och Nga-rim chen-mo. Lam-rim chen-mo är ett kommenterande verk till Atishas verk Lamrim, och Nga-rim chen mo fokuserar på de tantriska skrifterna kālacakra tantra och guhyasamāja tantra. Ett annat inflytelserikt verk som han skrev, diskuterar hur lärdomarna från de filosofiska inriktningarna madhyamaka och yogacara ska tolkas.
Karaktäristiskt för gelug är att vägen mot upplysning delas upp i flera nivåer, där de första börjar från utgångspunkten att nybörjaren saknar dygd och förståelse. Stegen inkluderar både tantriska utövningsformer och icke-tantriska, och arrangeras i en hierarki där varje nivå först måste avklaras för att utövaren ska kvalificera sig för nästa. Detta system refereras till som lamrim, "nivåerna av vägen [mot upplysning]".
Som i kagyu är utövande av naropas sex yogatyper och mahamudra vanligt. Även läran om dzogchen, som främst förekommer inom nyingma, är vanlig inom gelug.
Den andliga ledaren för gelug är officiellt abboten för Gandenklostret, det första gelug-klostret som grundades av Tsongkhapa. Dessa andliga ledares betydelse har dock minskat, som följd av att de som innehaft titeln Dalai Lama blivit allt mer inflytelserika. Den femte Dalai Lama gjorde att gelug blev den populäraste och inflytelserikaste buddhistiska traditionen i Tibet, och efter år 1642 regerade de som innehade titeln Dalai Lama över hela Tibet.
Gelug är också känt för att bedriva långa akademiska utbildningar som kulminerar i att studenterna erhåller titeln geshe. Dessa utbildningar gjorde det möjligt för gelug att ha en stadig tillgång på abbotar och lärare som kunde bidra till administrationen av landet och dess kloster.

### Sakya
Könchok Gyelpo – som tillhörde khonklanen – anses ha grundat sakya år 1073.
De kloster som tidigt grundades i sakyatraditionen gick alltid i arv inom khonklanen. Sakya växte snabbt och fick stort politiskt inflytande i Tibet från 1100-talet fram till mitten av 1300-talet. Historiskt har sakya haft mycket starka kopplingar till Mongoliets regenter, vilket var vad som ledde till att Mongoliet blev buddhistiskt.
Många kända buddhistiska akademiker har följt sakya, däribland Butön, som under 1300-talet sammanställde ett stort antal texter i det som kom att bli den tibetanska buddhismens skriftkanon. Denna skriftkanon används fortfarande inom alla de tibetanska inriktningarna.
Ett karaktärsdrag för sakya är lamdré, som är baserat på Hevajratantra. Lamdré är en lära som säger att vägen mot upplysning och upplysningen i sig, är samma sak. Inte heller anses samsara vara avskilt från nirvana. Det enda som anses skilja nirvana från samsara är att det samsariska sinnet, till följd av diverse mentala hinder, inte inser att samsara och nirvana är samma sak. När dessa mentala hinder undanröjts, har målet för lamdré uppnåtts, och utövaren har blivit upplyst.
Det sägs att utövaren har potential att nå upplysning och utöva lamdré om utövaren har en upplyst lärare, har tillåtelse från sin lärare att utöva tantra, samt har viljan att göra vad som krävs för att nå upplysning. Traditionellt är läran om utövandet av lamdré en esoterisk lära som enbart spritts genom muntlig undervisning. De som ämnar påbörja utövande av lamdré deltar först i många avancerade ritualer – vilka sammantaget kan ta uppemot sex veckor att slutföra – innan utövaren kan påbörja sitt utövande av lamdré.
Ett annat för sakya karaktäristiskt utövande är zhen-pa bzhi bral, som är baserat på fyra rader som anses ha sagts av Manjusri, bodhisattvan av visdom:
| ”           | Om du håller fast vid denna tillvaro, är du inte en sann andlig utövare [av dharma]. Om du håller fast vid cykeln av liv [saṃsāra], har du inte i grunden förvandlats. Om du håller fast vid det som gagnar dig själv, är din strävan inte mot upplysning [bodhicitta]. Så länge där finns fasthållande, saknas den rätta insikten. | „ |
| – Manjusri, | |   |

Det andliga överhuvudet för sakya bär titeln Sakya Tridzin och tillhör fortfarande den historiska khonklanen.

### Jonang
Jonang sägs ha börjat med yogin Yumo Mikyö Dorje, Jonang är känt för att bland annat fokusera på kalacakratantrat och läran om gzhan stong. År 1650 tvångskonverterades det kloster som utgjorde jonangs huvudsakliga säte till gelug, men traditionen överlever ändå i mindre skala fram till i dag, huvudsakligen vid klostret Dzam thang i östra Tibet.
Jonang är känt för bland annat den kontroversiella läran gzhan stong, en lära som senare spridit sig också till några få lärare inom andra traditioner. Gzhan stong beskriver sunyata som att det finns en grundläggande natur som ligger till grund för allt som existerar, som är "tomt" på allt annat än sin egen existens. Det var på grund av denna lära som jonang kom i konflikt med andra tibetanska buddhistiska inriktningar, i synnerhet med gelug.

### Kadam
Kadam grundades av Atisha. Traditionen splittrades senare i tre olika inriktningar, men under 1300-talet och början av 1400-talet slogs dessa inriktningar ihop, och gelug bildades.

### Rimé
Rimé är en rörelse inom den tibetanska buddhismen som tog sin början under det sena 1800-talet, som en reaktion mot det sätt på vilket gelugs akademiska system var upplagt. Rimé krävde att dess följare skulle studera indiska sutror och filosofiska texter. Denna rörelse är inte fokuserad på en specifik typ av lärdomar, utan fokuserar i stället på att tillgängliggöra många olika sorters lärdomar, så att utövaren fritt kan välja mellan dem. Rörelsen framhäver därför ingen fast lära om vad som måste följas av alla.
Enligt Buswell och Lopez är det missvisande att benämna detta som en rörelse eller inriktning. De anser i stället att rimé snarare är ett ideal. De menar också att detta ideal till viss del blivit normaliserat, och nämner rimé som den huvudsakliga anledningen till att de tibetaner som nu lever i exil i Indien förenats såväl socialt som politiskt.

## Lära

Den fyrdelade vajran är en vanlig symbol för vajrayana.

Tibetansk buddhism är förankrad i buddhismens alla tre hjul: hinayana, mahayana och vajrayana. De olika hjulen uttrycks ibland som olika steg i utövarens utveckling, där utövandet av vajrayana (tantra) är det sista och allra viktigaste. Sedan kejsar Trisong Detsen regerade i Tibet har tibetansk buddhism använt sarvastivada-inriktningens vinaya, studerat de mahayanska filosofiska inriktningarna madhyamaka och yogacara, och utövat tantra.
Målet inom tibetansk buddhism är att bli en samyaksambuddha.

### Madhyamaka
Tibetansk buddhism har följt madhyamakas filosofi sedan Trisong Detsen regerade i Tibet, och anser att madhyamaka är den ultimata filosofiska läran.
Madhyamaka är en mahayansk filosofisk skola som beskriver allt som tomt (sunyata) från en fristående existens. I madhyamansk filosofi beskrivs allting som existerar som ett resultat av en lång kedja av orsak och verkan, vilket gör att allt saknar en fristående existens.

### Yogacara
Trots att tibetansk buddhism beskriver madhyamaka som överlägsen yogacara studeras även yogacaras filosofi inom tibetansk buddhism. Yogacara har dessutom haft stort inflytande över den tibetanska buddhistiska läran. Enligt den filosofiska idé som yogacara är mest känd för, existerar allt enbart som produkter av medvetna varelsers sinnen. Yogacara menar således att idén om att saker och ting existerar avskilt från sinnet är själva orsaken till att medvetna varelser lider.

### Tantra

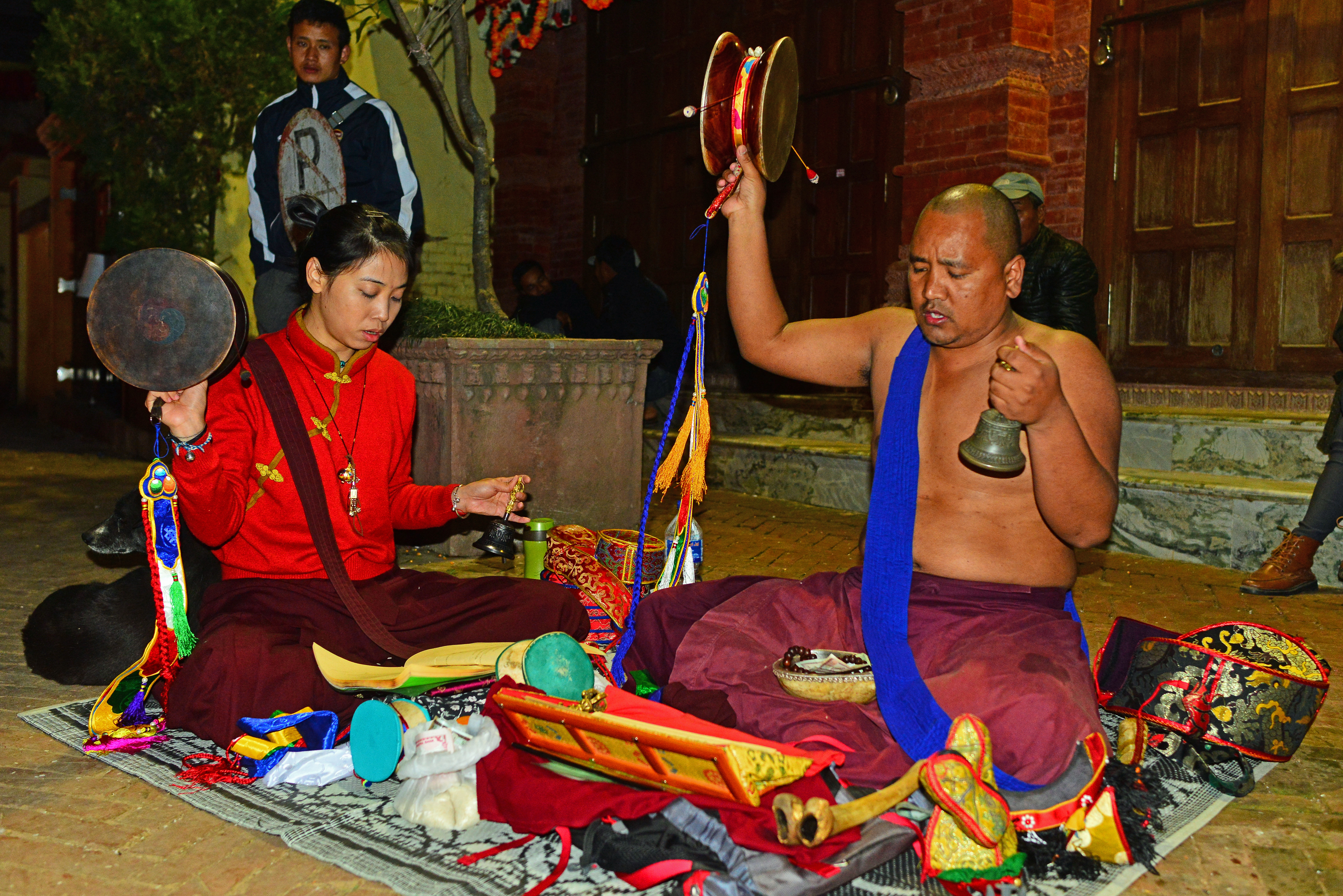
Två tibetanska buddhister som utövar den tantriska meditationsformen chöd.

Tantra är ett system av utövande som baserar sig på esoteriska lärdomar och skrifter, där avancerade visualiseringstekniker, symboler och ritualer utgör centrala delar. Enligt vajrayanska lärdomar är användandet av tantra ett sätt för utövaren att snabbt nå upplysning, mycket snabbare än om tantra inte används. Dalai Lama hävdar till och med att det inte går att bli en buddha utan att använda sig av tantra. Samtidigt anses det inte vara lämpligt för alla med tantriska tekniker. De som inte anses vara lämpade eller inte har genomgått de nödvändiga förberedelserna, anses kunna skada både sig själva och andra om de utövar tantra.

#### Förberedelse inför tantra
De fyra huvudsakliga traditionerna lägger alla tonvikt på att förberedande studier krävs innan en utövare kan anses vara redo att använda sig av tantra. Hängivna tibetanska buddhister kan tillbringa flera år i förberedande studier, och många tibetanska lärare har ägnat flera decennier till sådana förberedelser.
Ytterligare en förberedelse för utövaren är att ge ett antal löften. Dessa löften ska se till att utövaren inte gör, säger eller tänker något som kan utgöra hinder för utövandet. Vilka löften det är kan variera, men det är i regel självdisciplinära löften, bodhisattvalöften, och ibland tantriska löften. Dessa löften behåller utövaren även efter att initieringen skett, för att undvika problemet i utövandet.

##### Tantrisk initiering
För att vara redo för att utöva tantra, krävs först en tantrisk initiering, som leds av en tantrisk lärare. Det tibetanska ordet för en sådan initieringsritual är wongkur; wong betyder kraft eller energi, och kur betyder överföring. Förutom att leda ritualerna försäkrar sig den tantriska läraren om att utövaren är lämpad för initieringen, för att förhindra att olämpliga personer initieras i tantriskt utövande, något som skulle kunna leda till skada både för utövaren och för andra.
Det finns många olika initieringsritualer. För de enklare tantriska teknikerna krävs grundläggande tantriska initieringsritualer. För mer avancerade tantriska tekniker, behövs alla initieringsritualer som behövdes för mer grundläggande tantriska tekniker, samt fler avancerade initieringsritualer. För kriyatantra – den mest grundläggande typen av tantra – behövs två initieringsritualer, medan det behövs elva initieringsritualer för yogatantra, den näst mest avancerade typen av tantra. De olika sorternas tantra kan dock delas upp på många fler sätt än i fyra delar. Ett sätt att dela upp dem, är att skilja mellan yttre tantra och inre tantra, och många fler sätt finns. Exempelvis delar den tibetanska inriktningen nyingma upp tantra i sex typer.

#### Den fyrfaldiga uppdelningen av tantra
Följande är ett sätt att dela upp de tantriska teknikerna:
1. Kriyatantra,[73] bokstavligen "handlingstantra",[74] inkluderar många sorters ritualer, såsom rituell rening av kroppen med en särskild sorts mudra.[75] Även visualisering av gudar förekommer.[76] Generellt sett innehåller de olika typerna av handlingstantra 1/4 meditation och 3/4 ritual.[69]
2. Caryatantra[77] består till hälften av meditation och till hälften av ritual.[69] Inom caryatantra är det vanligt att utövaren visualiserar sig själv som upplyst,[e] samt visualiserar gudar. Visualiseringar inom caryatantra kan till en början vara simpla, likt de i kriyatantra, men går sedan gradvis över till mer komplicerade.[78]
3. Yogatantra består till 3/4 av meditation och 1/4 av ritual.[69] Inom yogatantra är det vanligt att utövaren visualiserar sig själv som en buddha, och använder avancerade meditationstekniker. En av dessa är att först visualisera sig själv och en gud som åtskilda, för att sedan visualisera en process där guden och utövaren förenas.[79]
4. Högsta yogatantrat innehåller bland annat en visualiseringsteknik där utövaren visualiserar en komplex illusorisk gud i sinnet, för att sedan transformera sig själv till en sådan gud, som har en buddhas medvetande.[80] Högsta yogatantrat delas in i två delar: utvecklingsstadiet – där tidigare nämnda visualiseringen ingår – och ett avslutningsstadium, där teknikerna bland annat berör chakror och "inre vindar". Genom att manipulera dessa inre krafter, sägs utövaren kunna meditera med full sinnesklarhet på sunyata.[81]

#### Gudsyoga

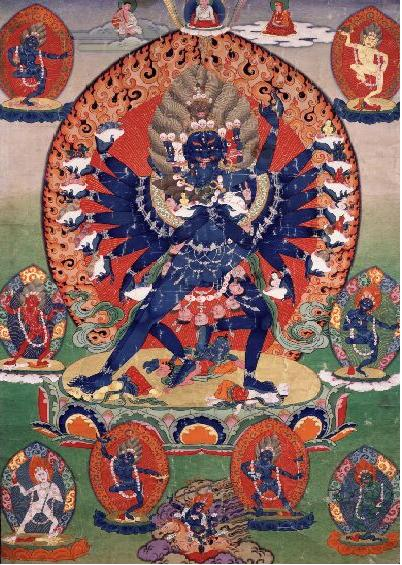
Målning föreställande Hevajra, en vanlig meditationsgud (yidam).

Gudsyoga är en tantrisk utövningsform där gudar, buddhor eller bodhisattvor visualiseras och blir objekt för offergåvor, böner, och recitation av mantran. Syftet med detta är att utövaren ska få siddhor. Siddhor kommer främst i två former: sadharanasiddhi (magiska krafter, rikedom, etc.), samt uttamasiddhi (buddhaskap).
Enligt Tsongkhapa och den fjortonde och nuvarande Dalai Lama, är gudsyoga den centrala utövningsformen inom all tantra. Dalai Lama menar att alla tantriska utövningssätt är baserad på gudsyoga. Gudsyoga kan i praktiken utövas på många olika sätt, i varierande komplexitet, där mer avancerade utövare utför mer komplex gudsyoga.

#### Guruyoga
Inom guruyoga visualiserar utövaren sin lärare som en buddha. Gurun anses ibland vara viktigare än andra buddhor och bodhisattvor, eftersom gurun är personligt tillgänglig på ett annat sätt än andra buddhor och bodhisattvor, samt att gurun personligen lär ut till utövaren. Att visualisera sin guru som en buddha, sägs kunna ersätta möjligheten att personligen möta en buddha. Guruyoga sägs dessutom leda till att utövaren ser på gurun som en reflektion av sitt eget sinne, eftersom alla brister och fel som betraktas i gurun i själva verket anses vara brister hos utövaren i dennes sinne. På så vis innebär visualiseringen av gurun som en buddha, att utövaren förstår att alla varelser har buddhanatur.
Från och med utövarens initiering i tantriskt utövande, är kombinationen av gudsyoga och guruyoga vanligt. Ett typiskt sätt att göra detta på är att visualisera guden omringad av hela ätten av lärare inom utövarens tradition, och därefter utföra ytterligare en avancerad visualiseringsteknik som avslutas med meditation på sunyata.

#### Utomkroppsliga tillstånd
Som en följd av meditationen sägs utövare kunna nå vissa utomkroppsliga tillstånd. När en utövare befinner sig i ett sådant tillstånd är utövarens enda koppling till sin fysiska kropp dennes egen karma. Två av dessa utomkroppsliga tillstånd benämns drömkropp och illusorisk kropp. Genom att utöva mycket avancerad meditation inom det högsta yogatantrats avslutningsstadium kan utövare uppgå i en illusorisk kropp. I detta tillstånd kan utövaren färdas fritt, bortom den fysiska kroppens begränsningar, för att komma längre på sin andliga väg och hjälpa andra medvetna varelser. I detta tillstånd är det även möjligt för en utövare att direkt uppleva sunyata.
Drömkropp är ett mer simpelt tillstånd jämfört med den illusoriska kroppen. Detta tillstånd gör det möjligt att uppnå mycket höga nivåer av samadhi, eftersom sinnet inte längre störs av känslor och upplevelser från kroppen.

### Sukhavati
Inom samtliga tibetanska buddhistiska inriktningar har utövningsformer, vars mål är återfödelse i Amitabha Buddhas buddhafält Sukhavati, varit vanliga.
Alla varelser som föds i Sukhavati är garanterade att uppnå nirvana, och alla de bodhisattvor som önskar uppnå buddhaskap, kommer att uppnå detta inom en livstid. När de sedan nått upplysning, återvänder de som bodhisattvor eller buddhor till andra världar – inklusive denna människovärld – för att hjälpa medvetna varelser att befria sig från lidandet.

### Lärdomar om döden
Tibetansk buddhism menar att medvetna varelser kan dö antingen för tidigt, eller när tiden är kommen. För tidig död definieras som när någon exempelvis dött till följd av en olycka, svält, etc.. Om en medveten varelse dör när tiden är kommen, dör varelsen till följd av sin karma. Ibland sägs döden kunna undvikas genom utövandet av särskilda ritualer och meditation, men oavsett hur länge en individ lyckas förlänga sitt liv med sådana ritualer, kommer personen i fråga till slut alltid att dö. Detta gör att förberedelse inför döden och meditation på döden starkt betonas av många tibetanska lärare. I Bardo thodol (den tibetanska dödsboken) beskrivs flera kroppsliga tecken på att döden närmar sig, samt ett antal ritualer man i så fall kan utföra för att förhindra döden om någon av dessa tecken uppkommer. I vissa fall sägs dock döden vara oundviklig, och i så fall kan inga ritualer förlänga den döendes liv. Det är vanligare med allmänna ritualer för att förhindra en annalkande död, än specifika ritualer anpassade efter vilket eller vilka tecken som uppkommit och som tyder på att döden närmar sig.
Inom många buddhistiska traditioner är det vanligt med olika former av meditation på döden. Även inom tibetansk buddhism är detta vanligt, och det förekommer där även i tantrisk form. I en särskild form av tantrisk dödsmeditation blandas meditation på döden med de tantriska utövningsformer som förekommer inom det högsta yogatantrats utvecklingsstadium.

### Bardo
Inom tibetansk buddhism sägs det finnas sex bardon (tibetanska för "mellanstadium"):
1. Livets bardo
2. Drömmens bardo
3. Meditationens bardo
4. Dödsprocessens bardo
5. Bardot efter döden
6. Bardot för sökande efter en ny födelse

Livets bardo är perioden mellan födelse och död, och drömmens bardo är upplevelserna som en varelse har i sömnen. Meditationens bardo inkluderar alla meditativa insikter och upplevelser.
När en person dör genomgår denne först dödsprocessens bardo, som bland annat innebär att kroppen gradvis förändras, samtidigt som den döde får genomgå flera hemska upplevelser. Sedan återuppstår den döde som en ande som kan vandra fritt i världen, men den döde är i detta stadium oftast fyllt av sorg och förtvivlan. Under bardot efter döden uppenbarar sig en rad buddhor, gudar, dakiner och så vidare, även i ilskna manifestationer. I bardot för sökande efter en återfödelse uppenbarar sig sex ljusfenomen, och den döde dras till något av dessa ljus, som leder den döde till en ny födelse. Under alla dödens bardor har den döde möjlighet att bli upplyst eller återfödas i ett rent buddhafält. Hur detta ska åstadkommas beror på vilket stadium den döde befinner sig i.

#### Phowa

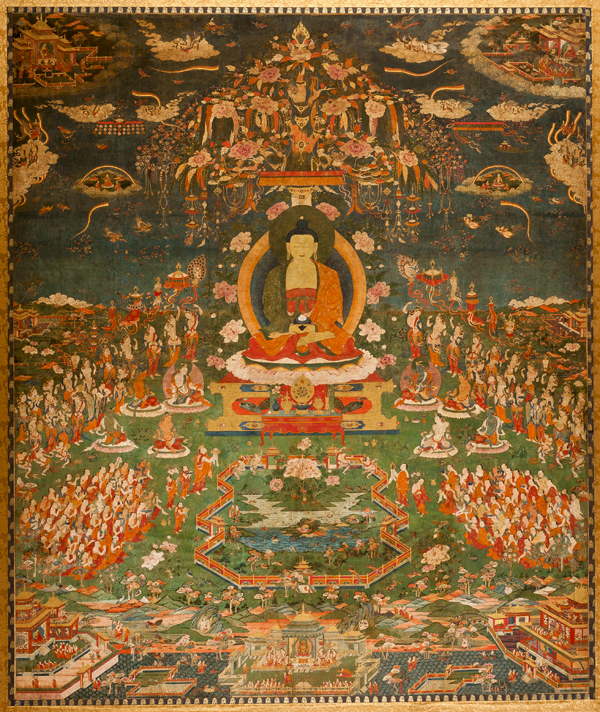
Tibetansk målning av Sukhavati, Amitabha Buddhas rena buddhafält. Vid användande av medvetenhetsöverförande (phowa) är det vanligt att Sukhavati är målet.

Det är möjligt för varelser som inte utövat buddhism i livets bardo att nå upplysning i dödsprocessens bardo. Detta sker genom "medvetenhetsöverföring", phowa. Phowa är en process där en lama genom meditation och ritual sägs blockera 8 av de 9 utgångar som medvetandet kan ta när det lämnar kroppen efter döden. Beroende på vilken utgång medvetandet tar, sägs den döende varelsen få en viss typ av återfödelse. Om medvetandet exempelvis går ut genom könsorganet, kommer den döende individen att återfödas som ett djur. Den enda utgång som inte blockeras är toppen av huvudet, som leder till Amitabhas buddhafält Sukhavati.
För att en phowaritual ska vara effektiv, måste den döende individen med säkerhet vara i dödsprocessens bardo, annars kommer personen som berörs att lida av samma karmiska konsekvenser som vid självmord. Phowa kan även bedrivas av den döende, utan närvaro av en lama, men då krävs det att en lama har instruerat denna individ i hur phowa ska utföras korrekt.

## Tulku

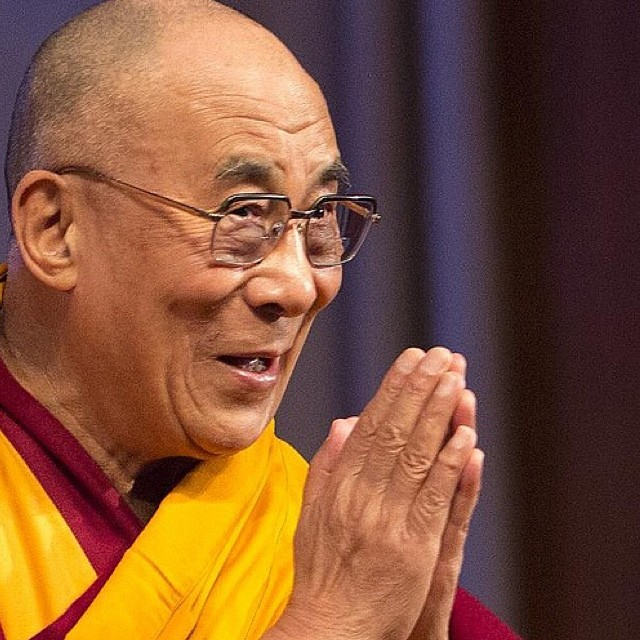
Dalai Lama är en mycket känd tulku.

En tulku är i praktiken en nirmanakaya – en kroppslig manifestation av en buddha. Det är dock möjligt för medvetna varelser som ännu inte uppnått buddhaskap att också bilda olika buddhakroppar, såsom niramanakaya. Varelser som inte är buddhor kan dock inte se skillnad på en vanlig varelse och en buddha, vilket gör att det inte är möjligt att veta om en särskild tulku är en buddha eller inte. Om tulkun inte är en buddha, har han eller hon blivit en tulku genom mycket avancerade tantriska utövningsformer som tillhör det högsta yogatantrat. En tulku får titeln rinpoche. Tibetanska lamor som är ledare för olika kloster får också denna titel, så alla tibetanska lamor som har titeln rinpoche är inte tulkur. En tulku sägs ha stor kontroll över sin återfödelse, vilket gör det möjligt för tulkun att själv välja vart denne ska återfödas. Oftast lämnar en tulku instruktioner till de efterlevande så att de kan hitta den på nytt återfödda. Det är även möjligt för en tulku att återfödas i flera kroppar samtidigt. Exempelvis kan en tulkus tal återfödas i en människa, och sinne i en annan människa.
Över 3000 tulkur har identifierats, där de flesta har varit män. Några kända tulkur är:
- Dalai Lama, andlig ledare inom gelug
- Panchen Lama, andlig ledare inom gelug
- Karmapa, andligt överhuvud för karmakagyü
- Gyalwang Drugpa, andligt överhuvud för drugpa-kagyü
- Samding Dorje Phagmo, den högst rankande kvinnliga tulkun inom tibetansk buddhism.

## Skriftkanoner
Den tibetanska buddhismens skriftkanon innehåller över 5000 olika texter. Samlingen är uppdelad i två delar: Kangyur och Tengyur. Kangyur innehåller skrifter som tillskrivs Shakyamuni Buddha och andra buddhor, medan Tengyur innehåller kommenterande verk.
Buddhistiska skrifter översattes till tibetanska främst under två perioder: från 700-talet fram till 842, samt mellan slutet av 900-talet och 1300-talet. Kategorisering av dessa översättningar skedde tidigt, men det var först mot slutet av 1300-talet och början av 1400-talet som uppdelningen mellan Kangyur och Tengyur skedde.
Originalversionen av Kangyur och Tengyur finns inte bevarad. Narthangversionen (1700-tal) av Kangyur innehåller bland annat vinayatexter, över 200 mahayanasutror och över 300 tantriska sutror. En version av Tengyur från Peking innehåller bland annat prisande hymner, kommentarer till de tantriska skrifterna i kangyur, kommentarer på andra sutror i kangyur, skrifter om madhyamika, skrifter om yogacara, abhidharma och teaterpjäser.

### Nyingmas samling tantror
Nyingma har en egen skriftkanon, som kallas för nyingmas samling tantror. Denna skriftsamling är inte en ersättning till kangyur och tengyur, då nyingma även erkänner dessa skriftsamlingar som kanoniska. Nyingmas samling tantror består av olika tantriska skrifter som anses vara apokryfiska av de 3 nyare inriktningarna gelug, kagyu och sakya, men som anses vara kanoniska av nyingma. Skriftsamlingen består delvis av skrifter som anses ha varit undangömda i Tibet i en längre tid, samt en del skrifter som anses ha översatts till tibetanska utan att ha blivit undangömda.

## Munkar och nunnor

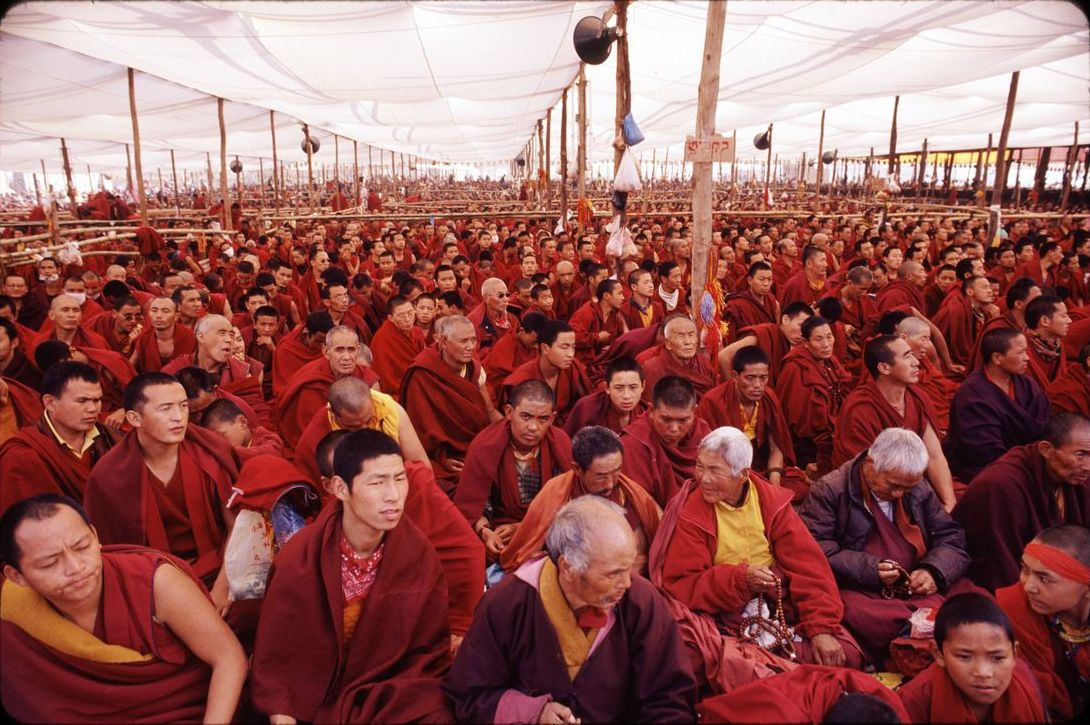
En stor samling tibetanska munkar vid Bodh Gaya, år 2003.

Ända sedan den femte Dalai Lama styrt Tibet har landet haft ett mycket stort antal munkar. Sedan dess har det viktiga inte ansetts vara att ett fåtal talangfulla individer ska bli munkar, utan snarare att så många män som möjligt skulle ge upp sina världsliga liv för att bli munkar. Uppskattningsvis 24 procent av den manliga befolkningen i Tibet var munkar under 1950-talet.
De flesta blir munkar när de är mellan 6 och 12 år gamla. Det är föräldrarna eller pojkarnas vårdnadshavare som tar beslutet om huruvida pojkarna ska bli munkar eller inte. Även om pojkarna normalt har möjlighet att säga om de vill bli munkar eller inte, har det förekommit att de tvingats bli munkar. Tibetanska munkar går varken organiserade allmoserundor eller får mat från klostren, utan måste i stället ordna sin egen mat. Munkar får dock lön från klostren, men detta är sällan tillräckligt mycket för att de ska kunna leva på den. Yngre munkar får ofta bo tillsammans med äldre munkar i deras hushåll, eftersom de yngre munkarna inte anses vara förmögna nog för att ta hand om sig själva vid så tidig ålder. Den äldre munken blir då ansvarig för att den yngre munken har mat, husrum, och så vidare.
Det finns ett flertal typer av munkar. Novismunkarna studerar för att bli munkar och de har 36 levnadsregler att leva efter. Som färdig munk har de 253 levnadsregler att efterfölja. Utöver detta finns två akademiska steg där det första innebär att de genomgår en utbildning på över 15 år. Steget efter detta är ytterligare en utbildning, och därefter kommer det sista steget, nämligen att utnämnas till abbot vid ett kloster.

### Nunnor
Det finns i praktiken inga faktiska nunnor inom tibetansk buddhism, eftersom traditionen av nunnevigning aldrig spred sig till Tibet. Däremot finns det ett flertal kloster för nunnenoviser, och ett antal nunnenoviser som följer färre levnadsregler än de 364 som fullvärdiga nunnor skulle ha följt. Dalai Lama har uttalat sitt stöd för att försöka återuppliva traditionen av nunnevigning.

## Lekmän
Hängivna tibetanska lekmän följer de fem träningsreglerna, men de flesta följer enbart den första träningsregeln, att inte döda. Anledningen till att de flesta bara följer den första träningsregeln är att det betraktas som mycket syndigt att bryta träningsregler man har lovat att hålla – därför väljer de flesta att följa enbart den första, då de känner sig säkra på att de inte kommer att bryta den regeln. De flesta lekmän är initierade till utövandet av något mantra relaterat till någon buddha eller bodhisattva, och reciterar detta mantra så ofta de har möjlighet. Kopplingen mellan munkarna och lekmännen är stark – lekmännen besöker ofta tempel för att motta lärdomar, och munkarna lämnar ofta klostren för att exempelvis utföra ceremonier för lekmännen.

## Rituella verktyg, symboler och konst

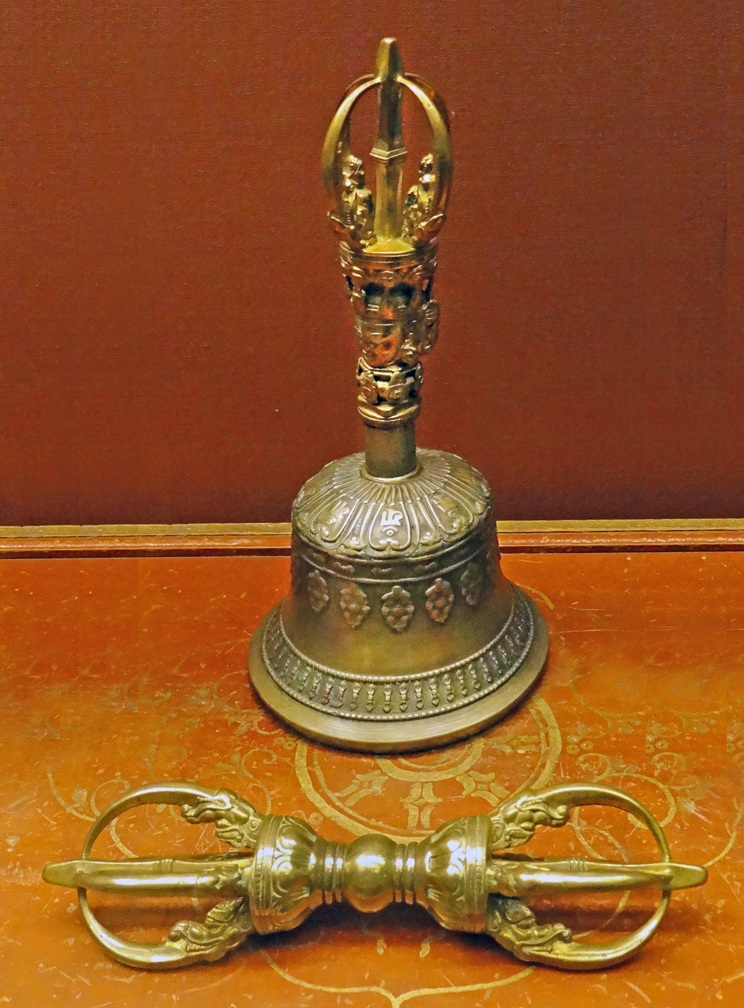
En vajra och en ghanta.

Den tibetanska buddhistiska konsten hämtar sina religiösa motiv och religiösa symboler från Indien, och sin visuella stil från Kina. Enligt Sangharakshita är den tibetanska buddhistiska konsten visserligen tibetansk, men samtidigt inte särskilt nyskapande, då merparten av den tibetanska konsten baserar sig på antingen indisk eller kinesisk konst i olika former. Exempelvis är färgerna och övriga attribut som gudarna och buddhorna har i tibetanska avbildningar, för det mesta baserade på indisk ikonografi.
De primära verktygen som används i tantriska ritualer inom tibetansk buddhism är följande:
- Vajran, som kan symbolisera vajrayana eller buddhaskap. Vajran är även ett vapen som används av vissa gudar, där den främst symboliserar gudens upaya. Många varianter på vajran finns, och vajran kan beroende på variant anta en rad andra innebörder.[110]
- Ghanta, en handklocka som symboliserar prajnaparamita, "perfektionen av visdom", och sunyata. Ghantan används tillsammans med vajran i olika ritualer, en kombination som symboliserar utövarens yidam och dess mandala.[111]
- Svastikan, som i vajrayana symboliserar jordelementet.[112]
- Kila, en rituell kniv som symboliserar handlingarna hos buddhan Vajrakilaya.[112]
- Damaru, en handtrumma vars syfte är att locka till sig buddhor, bodhisattvor och dakiner. Det finns även handtrummor som förekommer i tibetansk konst, där de används av ilskna tantriska gudar. I dessa fall symboliserar damarun bodhicitta, strävan mot buddhaskap i syfte att hjälpa alla medvetna varelser att undkomma samsara.[113]
- Rkang-gling, "lårbenstrumpet", är en trumpet som sägs skapa ett ljud som skrämmer bort onda andar och maror, men som ilskna tantriska gudar tycker om. Dessa trumpeter används ofta av dem som utövar chöd, men används även av tibetanska ngagpor (lekmän inom nyingma som utövar avancerad tantra) i diverse ritualer. Ett fåtal gudar avbildas med en sådan trumpet, och symboliserar i dessa fall gudarnas makt i "de tre världarna" (världen av begär – där människovärlden ingår – världen av form, och världen av formlöshet).[114]
- Kapala, en kopp tillverkad av ett mänskligt hjässben. I tibetansk konst avbildas en del gudar, dakiner och andra figurer med en sådan i vänsterhanden. Koppens innehåll är i regel en offergåva till vredgade gudar i form av kroppsvätskor eller inälvor, alternativt alkoholdrycker som ett surrogat för dessa. Beroende på  koppens innehåll och sammanhanget kan den ha varierande ikonografisk betydelse. Om koppen kombineras med en vajra eller en böjd kniv, kan den symbolisera visdom. Koppen används även i ett flertal ritualer, samt av asketer som tiggarskål eller matskål.[115]
- Kartri, en rituell kniv med kurvad form och med en vajra på handtaget. Kniven förekommer i avbildningar av dakiner, som håller sådana knivar i högerhanden. Kniven symboliserar visdom och sunyata.[116]